# Concilio de Roma (465)
En noviembre del año 465 se celebró en Roma un concilio compuesto de los Obispos que habían ido a celebrar la Fiesta de la ordenación del Papa San Hilario o Hilaro. Se cuentan cuarenta y ocho, dos de ellos de las Galias; esto es, Ingenuo de Embrum y Saturno de Aviñón: todos los demás eran del Vicariato de Roma. 
Después de que los Obispos y Presbíteros tomaron asiento y manteniéndose los Diáconos en pie, expuso San Hilario que su calidad de primer Obispo le obligaba más que a ninguno otro a tener más cuidado de la Disciplina de la Iglesia, sin lo cual hubiera sido, según dice, tanto más culpable cuanto mayor era su dignidad. Después añadió que se debía poner cuidado en no elevar a los Órdenes Sacros a todos los que hubieran sido casados con otras que no fueran vírgenes, los que lo hubieran sido dos veces, los que no supieran las letras, a los que se hubiera cortado algún miembro o que hubieran tenido penitencia pública. 
Luego, habló del asunto de Ireneo que había pasado de una Silla a otra porque cuando murió Nondinario, Obispo de Barcelona, había deseado que fuese su Sucesor. San Hilario se declaró fuertemente contra esta traslación. Los Obispos clamaron también que no se debía permitir que se violara el orden de la Iglesia y que era necesario mantener la Disciplina y los Decretos de la Santa Sede. No obstante, dice Tillemont que esta especie de ruegos o designaciones de Sucesor eran muy ordinarias en los mayores Santos, aunque es cierto, según añade, que por temor del abuso se han opuesto siempre los Papas a ellas. 
Sea como quiera, el Papa envió a los Obispos de España, que le habían escrito sobre esto, las Actas del Concilio de Roma, donde se había desechado la traslación de Ireneo, porque Nondinario le había pedido por su Succesor en su testamento, en vista de la prohibición tantas veces repetida en los Cánones de pasar de un Obispado a otro.